# Lispocephala montgomeryi
Lispocephala montgomeryi är en tvåvingeart som beskrevs av Hardy 1981. Lispocephala montgomeryi ingår i släktet Lispocephala och familjen husflugor. Inga underarter finns listade i Catalogue of Life.